# Portret trumienny Franciszka Maja
Portret trumienny Franciszka Maja – portret trumienny przedstawiający Franciszka Maja, jednego z członków Majów herbu Starykoń, polskiej rodziny szlacheckiej.
Uzupełnieniem portretu trumiennego jest również wykonany olejno na blasze herb genealogiczny, w którego skład wchodzi Starykoń, Poraj, Wąż i Kolumna.
Portret znajduje się w muzeum klasztornym przy kościele klasztornym OO. Dominikanów.

## Opis
W kościele klasztornym OO. Dominikanów w Gidlach (powiat radomszczański), których powstanie i historia związane jest z nazwiskami kilku właścicieli tej miejscowości, a zarazem dobrodziejów zakonu, zachowało się wśród szeregu cennych zabytków, siedem portretów trumiennych i dwie tarcze herbowe.
Jednym z zachowanych dzieł jest portret trumienny oznaczony literami F.M.Z.S, przedstawiający członka rodziny Majów herbu Starykoń – dziedziców Silnicy. Obraz został wykonany pomiędzy 1670 a 1680 rokiem przez nieznanego z imienia i nazwiska artystę, działającego w dawnej ziemi sieradzkiej (okolice Gidel). Pochodzi z krypty kościoła dominikańskiego. Przed wojną zespół konterfektów znajdował się na chórze muzycznym.
Obraz został wykonany farbami olejnymi na blasze cynowej o wymiarach 42,7 x 47,4 cm i formie sześcioboku. Ślady po gwoździach świadczą, że kiedyś – zgodnie ze zwyczajem – przytwierdzony był do trumny. Portret posiada również, metaliczne tło blachy, a wokół krawędzi poprowadzona jest prosta, malowana obwódka.
Aleksander Jaśkiewicz, opierając się na herbarzu Seweryna Uruskiego, polskiego genealoga i heraldyka, ocenia, że spośród kilku przedstawicieli Majów herbu Starykoń w XVII wieku (czyli wtedy, kiedy namalowany został obraz) żyło dwóch przedstawicieli tej rodziny, których imiona zaczynają się na literę F – Feliks i Franciszek. Dając w ten sposób do zrozumienia czytelnikowi, że litera F, będąca częścią składową znajdujących się na obrazie liter F.M.Z.S., jest też literą początkową imienia jednego z Majów.
Joanna Dziubkowa uważa, że z wymienionych przez Jaśkiewicza „F. Majów” mógłby być brany pod uwagę jedynie Franciszek, dziedzic Silnicy i syn Mikołaja Maja, przy założeniu, że zmarł na przełomie trzeciej i czwartej ćwierci XVII wieku. W związku z czym, kryptonim F.M.Z.S. można rozszyfrować jako Franciszek Maj z Silnicy.

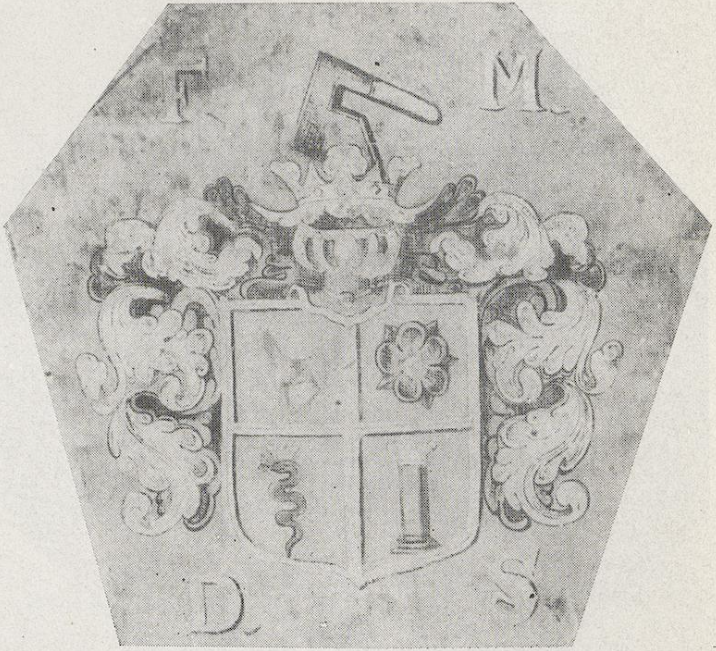
Obraz z herbem genealogicznym Franciszka Maja

Oprócz samego portretu, została jeszcze oddzielnie namalowana tarcza z herbem genealogicznym, będąca niejako uzupełnieniem portretu Franciszka Maja. Czteropolowy herb został namalowany olejno na blasze o wymiarach 31,9 x 35 cm. Składa się z herbu Starykoń (herb rodziny Majów), Poraj (herb rodziny Gidzielskich), a także herbów Wąż i Kolumna. Po jego bokach zaś występują litery F.M.D.S., które można zinterpretować jako Franciszek Maj de Silnica
Aleksander Jaśkiewicz zauważa, że poza bardzo zbliżonym kształtem blach, występowanie na nich trzech identycznych liter, ich analogiczny sposób opracowania, a wreszcie ten sam odcień czerwieni, jakim w obydwu przykładach posłużył się malarz.
Oba obrazy, według źródeł z 1997 roku, znajdują się w muzeum klasztornym przy kościele klasztornym OO. Dominikanów.